# 普卢阿讷
普卢阿讷（法語：Plouasne，法語發音：[pluan]）是法国阿摩尔滨海省的一个市镇，位于该省东部，属于迪南区。

## 地理
普卢阿讷（48°18'4"N, 2°0'26"W）面积33.61 平方千米，位于法国布列塔尼大區阿摩尔滨海省，该省份为法国西北部沿海省份，位于布列塔尼半岛北部，北濒大西洋英吉利海峡，西接菲尼斯泰尔省，南至莫尔比昂省，东临伊勒-维莱讷省。
与普卢阿讷接壤的市镇（或旧市镇、城区）包括：埃夫朗、冈罗克、吉泰、勒基乌、圣瑞多斯、圣马当、特雷菲梅勒、隆戈尔奈、梅德雷阿克、圣佩恩、圣蒂阿尔。

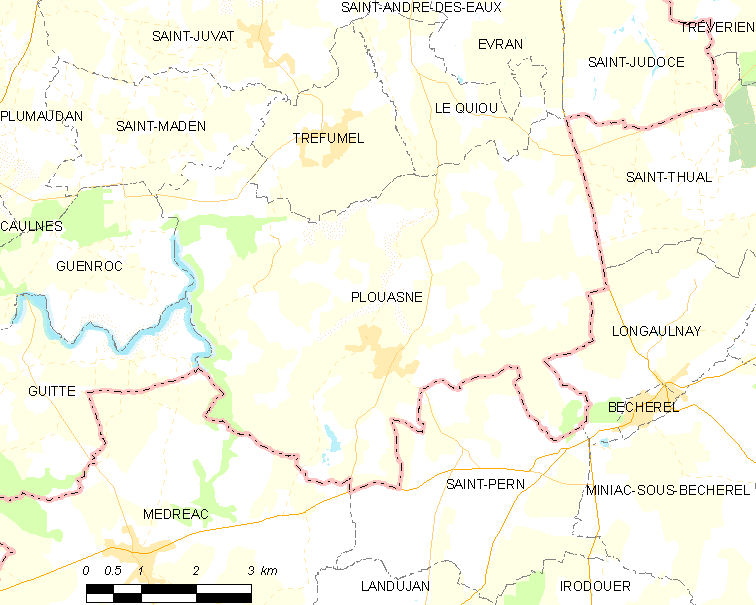
普卢阿讷的OSM定位图

普卢阿讷的时区为UTC+01:00、UTC+02:00（夏令时）。

## 行政
普卢阿讷的邮政编码为22830，INSEE市镇编码为22208。

## 政治
普卢阿讷所属的省级选区为朗瓦莱县。

## 人口

1962-2008年间普卢阿讷人口变化图示

普卢阿讷于2022年1月1日时的人口数量为1749人。